# The Story of Judeth: a Tale of Bethany, with Poems of Home, Heart, and Hearth (tomik Williama Vicarsa Lawrance’a)
The Story of Judeth: a Tale of Bethany, with Poems of Home, Heart, and Hearth – tom amerykańskiego prawnika, prozaika i poety Williama Vicarsa Lawrance’a, opublikowany w 1889 przez Riverside Press. Tom zawiera poemat dramatyczny oparty na historii ewangelicznej The Story of Judeth i kilkadziesiąt innych utworów. Zbiorek został zadedykowany żonie poety.